# Ukrainare
Ukrainare (ukrainska: українці, ukraintsi), historiskt kallade rutener och lillryssar (Kejsardömet Ryssland), är en östslavisk etnisk grupp om 37–45 miljoner människor.
De talar främst ukrainska men även ryska. Folkgruppen är bosatt främst i Ukraina (37 miljoner), men även i Ryssland (4 miljoner), Polen (1,5 miljoner), Kanada (1 miljon), Brasilien (970 000), USA (890 000), Kazakstan (550 000), Moldavien (375 000), Argentina (305 000), Belarus (248 000) och Tyskland (128 100).
Till följd av Rysslands invasion av Ukraina 2022, flydde stora delar befolkningen ur Ukraina. Stora delar av de ockuperade områdena tömdes på ukrainsk befolkning, vilka flydde till omgivande länder. Miljontals ukrainare har efter ryska tvångsåtgärder även transporterats till Ryssland.

## Bilder

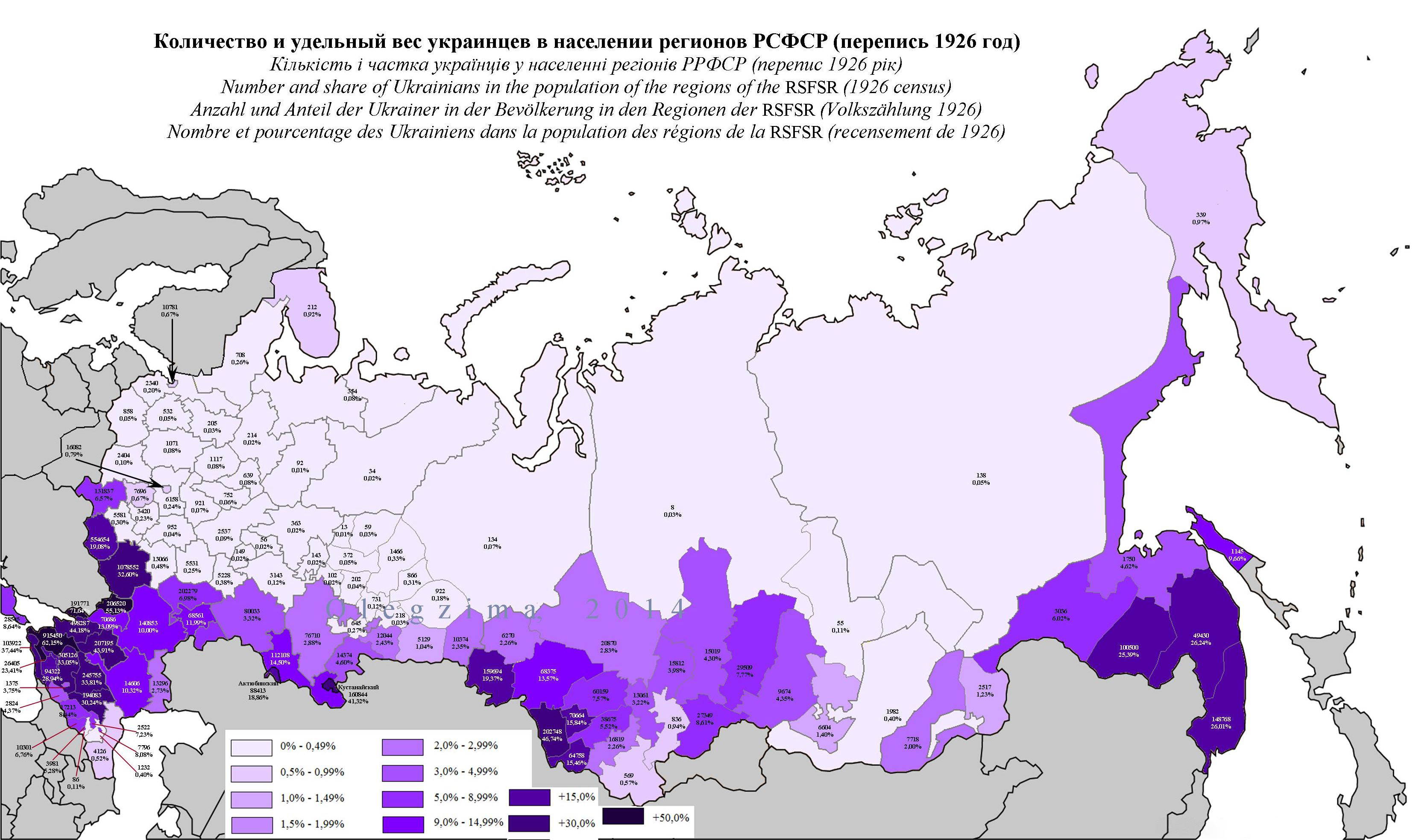
Ukrainare i Ryska SFSR, 1926.
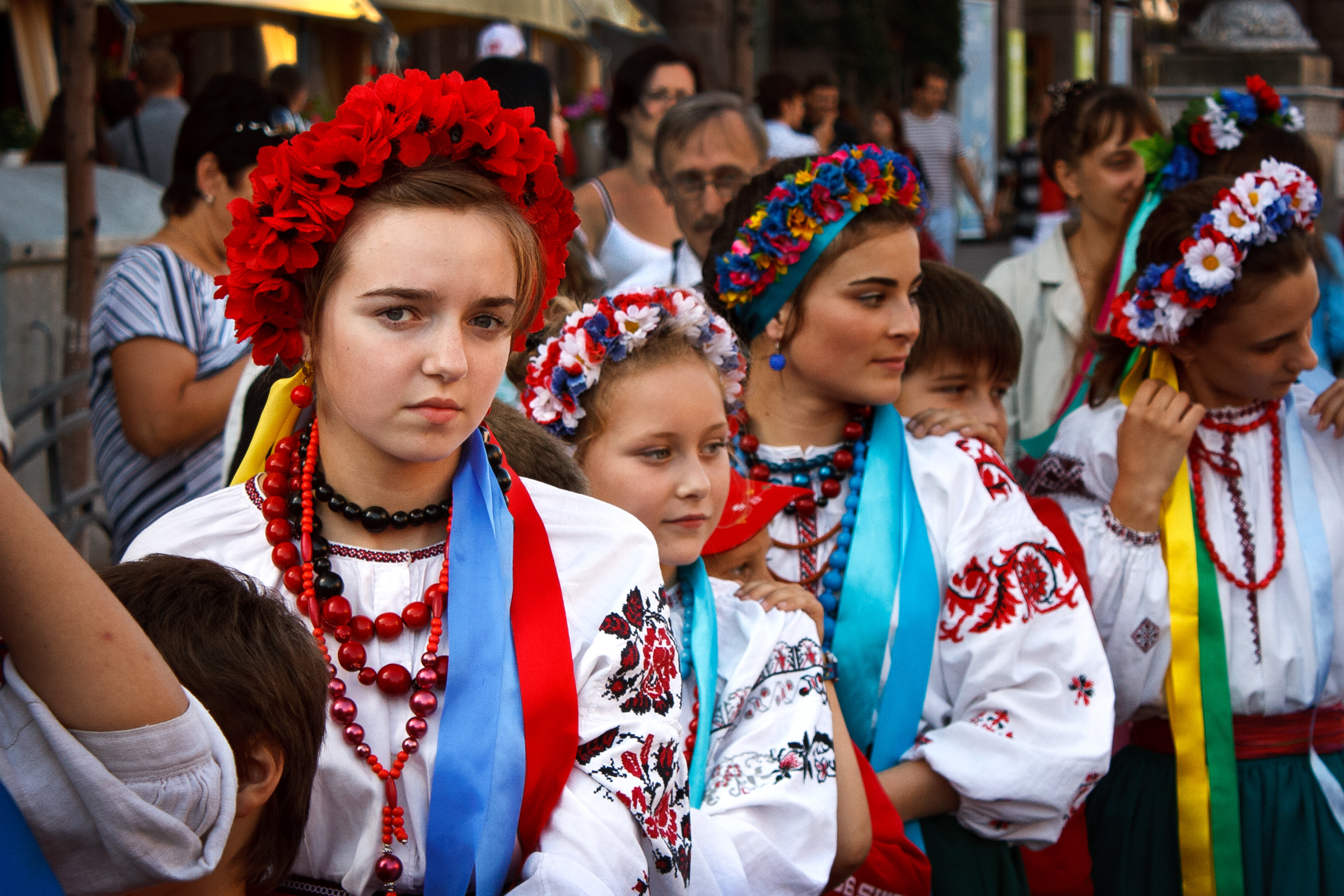
Ukrainska flickor som bär vysjyvanka.